# 대한애국청년당

1945년 부민관 폭파 의거 직전, 왼쪽부터 강윤국, 조문기, 유만수

대한애국청년당은 1945년 5월 5일에 서울 종로구 관수동 유만수의 집에서 유씨의 주도로 강윤국, 조문기등과 함께 결성한 항일 비밀결사 단체이며 초대의장에는 유만수를 선출하였다.

## 개요
대한애국청년당은 1945년 5월 서울 관수동 유만수의 집에서 유만수를 의장으로 선출한 뒤 1945년 7월 박춘금이 조직한 대의당 주최로 일본, 조선, 만주, 중국 등의 친일파들이 참가하는 아세아민족분격대회가 열린다는 정보를 신문을 통해 알게되어 친일 어용대회를 분쇄하기로 결의하였다. 특히 의장인 유만수는 수색 변전소 공사장 발파 인부로 잠입하여 다이너마이트를 입수하고 경기 안성 부친의 집에서 사제폭탄을 만들어 수차례 시험한 뒤 사제 시한폭탄을 두개를 완성하였다. 이후에도 몇 번의 실험을 거쳐 폭탄 성능을 확인한 뒤, 대회가 열리던 7월 24일 저녁 유만수의 주도로 조문기 강윤국과 함께 부민관으로 잠입하여 폭탄을 설치하였다. 유만수는 연단 밑에, 조문기는 연단과 화장실 이어지는 복도에, 강윤국은 화장실에 설치한 것으로 알려져 있다.
조선 총독, 조선군 사령관, 왕자오밍의 괴뢰중국 대표 정위안간, 만주국 대표 탕춘톈, 일본 대표 다카야마 도라오 등이 연사로 참가해 미국·영국을 규탄하는 일종의 선전극을 벌이고 있었는데, 이어 저녁 9시 무렵 박춘금이 단상에 오를 차례가 되자, 유만수는 와 조문기 등은 폭탄 심지에 불을 붙인 뒤 연단, 계단 옆과 복도, 화장실에 장치한 폭탄이 폭발함으로써 대회장을 아수라장으로 만들었다. 이 의거로 대회는 완전히 실패로 돌아가 아수라장이 되었고, 곧바로 부민관에서 나온 강윤국, 유만수, 조문기 등은 지리산과 계룡산등지에서 은신하였다고 한다. 부민관 폭파 사건은 한국의 독립운동에 민족적 의열투쟁의 대미를 장식한 쾌거이며 일제에 항거한 마지막 무장 항일운동으로 기록되고 있다.

## 같이 보기
- 유만수
- 강윤국
- 조문기
- 박춘금
- 부민관